# کهریزلی (گران‌بوی)
کهریزلی (به لاتین: Kəhrizli، پیش از ۱۲ ژوئن ۲۰۱۸ عزیزبیگوف Əzizbəyov و بویوک دلی‌محمدلی Böyük Dəliməmmədli) یک منطقه مسکونی در جمهوری آذربایجان است که در شهرستان گران‌بوی واقع شده‌است. کهریزلی ۷۱۰ نفر جمعیت دارد.